# Dominic Turgeon
Dominic Turgeon (* 25. Februar 1996 in Pointe-Claire, Québec) ist ein kanadisch-US-amerikanischer Eishockeyspieler, der seit Juli 2024 bei den  Kassel Huskies aus der DEL2 unter Vertrag steht und dort auf der Position des Centers spielt. Zuvor absolvierte Turgeon unter anderem annähernd 400 Spiele in der American Hockey League (AHL). Sein Vater Pierre und sein Onkel Sylvain waren ebenfalls professionelle Eishockeyspieler.

## Karriere
Dominic Turgeon wurde in Pointe-Claire in der kanadischen Provinz Québec geboren und wuchs in Chesterfield, Missouri, in Arlington, Texas, sowie in Cherry Hills Village, Colorado, auf. Dabei folgte die Familie den Karrierestationen seines Vaters Pierre, der in diesem Zeitraum für die Canadiens de Montréal, St. Louis Blues, Dallas Stars und Colorado Avalanche auflief. In Colorado spielte Dominic Turgeon für das Jugendteam Colorado Thunderbirds in der Tier 1 Elite Hockey League, der höchsten regionalen Liga der Altersklasse der unter 16-Jährigen. Beim Bantam Draft der Western Hockey League (WHL) im Jahr 2011 wurde der Center als 64. Spieler von den Portland Winterhawks ausgewählt. Sein Debüt für die Winterhawks gab er im März 2012.
Im Jahr 2012 absolvierte Turgeon sieben Spiele für das USA Hockey National Development Team in der United States Hockey League, ohne sich dort jedoch zu etablieren. Zugleich kam er in der WHL-Spielzeit 2012/13 auf 54 Spiele, in denen er acht Scorerpunkte erzielte. Am Ende der Saison gewann er mit den Winterhawks sowohl die Scotty Munro Memorial Trophy als punktbestes Team der regulären Spielzeit als auch die Meisterschaft der Western Hockey League in Form des Ed Chynoweth Cups. Im anschließenden Memorial Cup zogen die Winterhawks bis ins Finale ein, wo sie jedoch den Halifax Mooseheads unterlagen. Ab der folgenden Spielzeit stieg Turgeon in Portland endgültig zum Stammspieler auf, so absolvierte er 65 Spiele während der regulären Spielzeit sowie weitere 21 Spiele in den Playoffs, wo die Winterhawks erneut bis ins Finale einzogen, dort jedoch dieses Mal gegen die Edmonton Oil Kings verloren.
Beim NHL Entry Draft 2014 wurde Turgeon in der dritten Runde als insgesamt 63. Spieler von den Detroit Red Wings ausgewählt, bevor er dort am 9. Mai 2015 einen dreijährigen Einstiegsvertrag unterzeichnete. Am 25. September 2015 wurde der Angreifer bei den Portland Winterhawks zum Mannschaftskapitän ernannt. In der Saison 2015/16 absolvierte er alle Spiele der regulären Saison und war mit 70 Scorerpunkten der Topscorer seines Teams. In den Playoffs schieden die Winterhawks jedoch bereits in der ersten Runde aus.
Ab 2016 kam Turgeon für die Grand Rapids Griffins, das Farmteam der Detroit Red Wings, in der American Hockey League (AHL) zum Einsatz. In 72 Spielen kam der Center auf sechs Tore und zwölf Assists, bevor er mit dem Team in den Playoffs bis ins Finale einzog und durch einen Sieg über die Syracuse Crunch den Calder Cup gewann. Die folgende Spielzeit startete Turgeon ebenfalls bei den Grand Rapids Griffins. Nachdem er dort 40 Spiele absolviert hatte, wurde Turgeon am 13. Januar 2018 in den Kader der Detroit Red Wings berufen und debütierte am folgenden Tag im Spiel gegen die Chicago Blackhawks in der NHL. Am 23. Januar 2018 wurde er zunächst wieder zu den Grand Rapids Griffins zurückgeschickt, bevor er nur einen Tag später wieder in den Kader der Detroit Red Wings berufen wurde. Insgesamt absolvierte Turgeon in der NHL-Saison 2017/18 fünf Spiele für Detroit. Vor Beginn der Saison 2018/19 schaffte er es allerdings vorerst nicht in den Kader der Red Wings, bevor nur weitere vier NHL-Partien folgen sollten.
Nach zwei weiteren Spielzeiten, die er ausschließlich in der AHL verbracht hatte, wurde sein auslaufender Vertrag nach fünf Jahren in der Organisation der Red Wings nicht verlängert. Im Juli 2021 schloss er sich daher als Free Agent den Minnesota Wild an, wo er im Verlauf der Saison 2021/22 aber ausschließlich im Farmteam Iowa Wild in der AHL zu Einsätzen kam. Daraufhin wechselte er als vertragsloser Spieler im August 2022 erstmals ins Ausland. Er unterzeichnete einen Vertrag bei Porin Ässät aus der finnischen Liiga und spielte im Jahr darauf beim Södertälje SK in der zweitklassigen, schwedischen HockeyAllsvenskan. Zur Saison 2024/25 folgte mit der Verpflichtung durch die Kassel Huskies aus der DEL2 der dritte Wechsel binnen drei Spielzeiten.

### International
Als Sohn eines kanadischen Vaters und einer US-amerikanischen Mutter war Turgeon für die Nationalmannschaften beider Länder spielberechtigt. Im Jahr 2013 nahm er mit der US-amerikanischen Eishockeynationalmannschaft an der World U-17 Hockey Challenge teil, wo er mit der Mannschaft die Bronzemedaille gewann. Im selben Jahr gewann er mit dem Team USA die Silbermedaille beim Ivan Hlinka Memorial Tournament.

## Erfolge und Auszeichnungen
- 2013 Ed-Chynoweth-Cup-Gewinn mit den Portland Winterhawks
- 2017 Calder-Cup-Gewinn mit den Grand Rapids Griffins

### International
- 2013 Bronzemedaille bei der World U-17 Hockey Challenge
- 2013 Silbermedaille beim Ivan Hlinka Memorial Tournament

## Karrierestatistik
Stand: Ende der Saison 2024/25

### International
Vertrat die USA bei:
- World U-17 Hockey Challenge 2013
- Ivan Hlinka Memorial Tournament 2013

(Legende zur Spielerstatistik: Sp oder GP = absolvierte Spiele; T oder G = erzielte Tore; V oder A = erzielte Assists; Pkt oder Pts = erzielte Scorerpunkte; SM oder PIM = erhaltene Strafminuten; +/− = Plus/Minus-Bilanz; PP = erzielte Überzahltore; SH = erzielte Unterzahltore; GW = erzielte Siegtore; 1 Play-downs/Relegation; Kursiv: Statistik nicht vollständig)